# Schloss Neuegling

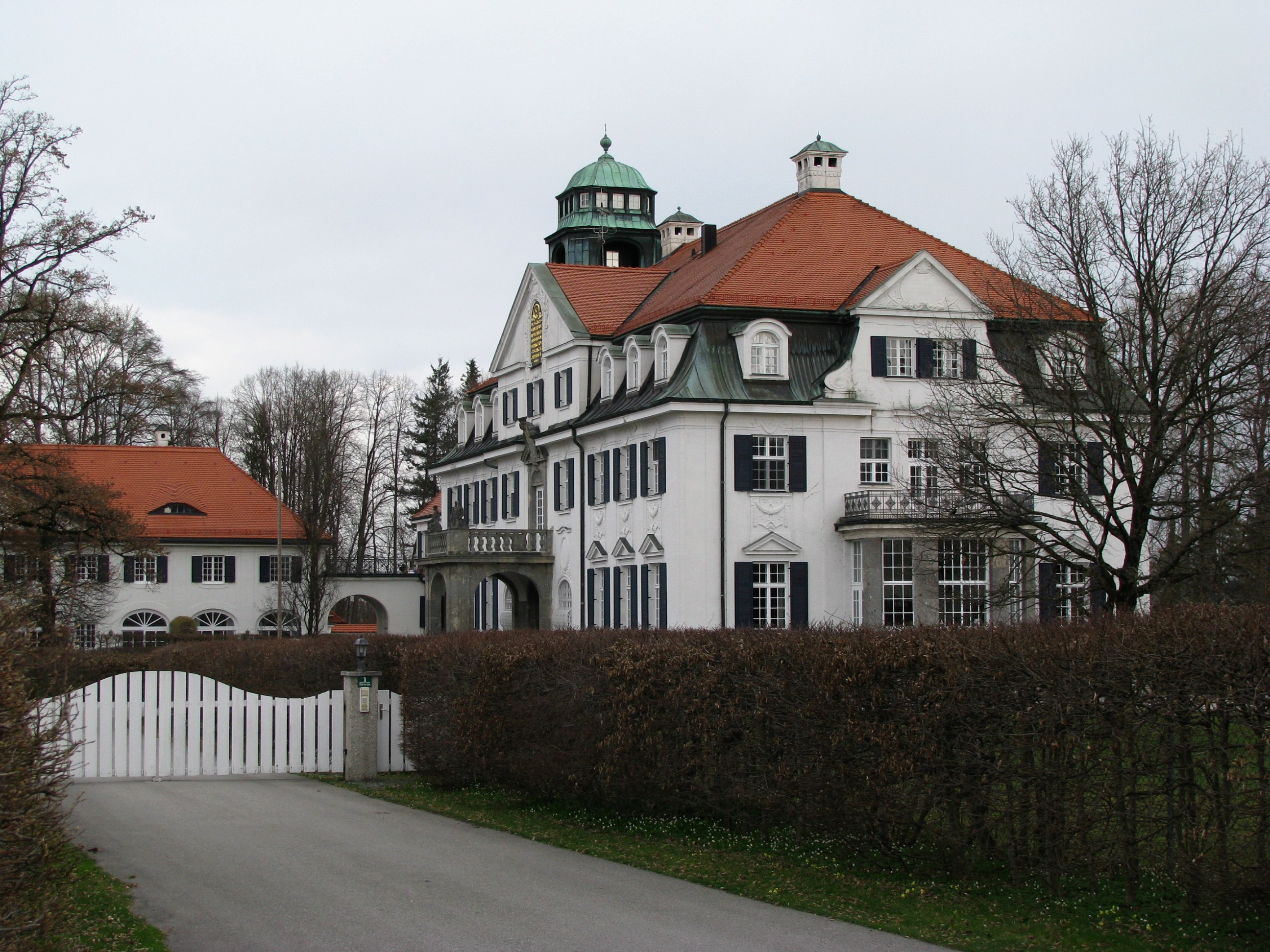
Schloss Neuegling

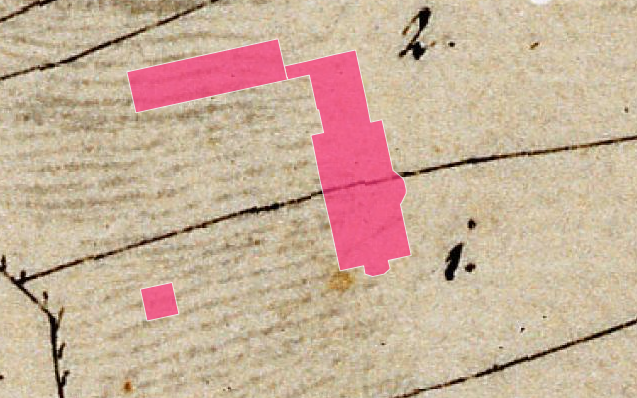
Lageplan von Schloss Neuegling auf dem Urkataster von Bayern

Das Schloss Neuegling (auch Schloss Neu-Egling) in Neuegling in der Gemeinde Murnau am Staffelsee im oberbayerischen Landkreis Garmisch-Partenkirchen wurde von Carl Hocheder 1910–13 errichtet.
Es ist im Besitz der Familie von Poschinger-Camphausen und war Drehort der ZDF-Serie Herzflimmern – Die Klinik am See.
Das Schloss ist in der Denkmalliste Bayern (Nr. D-1-80-124-122) folgendermaßen beschrieben:

„Zweigeschossiger neubarocker Mansardwalmdachbau mit Altanen, Zwerchhäusern, konvexem Mittelrisalit, Stuckdekor und nördlich abschließendem Turm, von Carl Hocheder, bezeichnet 1910–1913.“